# Andrée Blouin
Pour les articles homonymes, voir Blouin.
Andrée Madeleine Blouin (1er décembre 1919 - 9 avril 1986), née Andrée Madeleine Gerbillat, est une militante politique, défenseuse des droits de l'homme et écrivaine de la République centrafricaine.

## Biographie

### Enfance et formation
Andrée Blouin est née à Bessou, un village de l'Oubangui-Chari (plus tard République centrafricaine). Elle est la fille de Joséphine Wouassimba, une femme Banziri, et de Pierre Gerbillat, homme d'affaires et aventurier français. Au moment de sa naissance, sa mère avait 14 ans et son père 41 ans. À l'âge de trois ans, Blouin est enlevée à sa mère par son père et sa nouvelle épouse Henriette Poussart, et placée à l'orphelinat des Sœurs de Saint-Joseph de Cluny pour filles métisses, où elle subit négligence et maltraitance,. À 15 ans, les religieuses tentent de l'obliger à accepter un mariage arrangé. Après 14 ans au sein de l'orphelinat, elle s'enfuit en 1938 avec deux autres filles. 

### Vie privée
Après s'être échappée de l'orphelinat, Andrée Blouin s'installe avec sa mère à Brazzaville et commence à travailler comme couturière. Sur un bateau fluvial sur le fleuve Congo, Blouin rencontre un aristocrate belge du nom de Roger Serruys. Peu de temps après, elle s'installe avec lui à Banningville, où il est nommé nouveau directeur de la Belgian Kasai Company. Frustrée par son insistance pour garder leur relation secrète, Blouin retourne chez elle à Brazzaville, enceinte de trois mois. Elle donne naissance à sa fille Rita peu avant son 19e anniversaire, le 6 décembre 1940. 
Blouin rencontre ensuite un Français nommé Charles Greutz, et ils accueillent un fils René pour son 21e anniversaire, le 16 décembre 1942. À l'âge de deux ans, René tombe malade du paludisme mais se voit refuser un traitement dans les hôpitaux locaux en raison de son ascendance africaine. Il meurt rapidement des complications liées à la maladie. Traumatisée par l'expérience, Blouin décide que Rita ne doit pas grandir en Afrique coloniale, et après avoir épousé légalement Greutz, elle et sa fille déménagent en France en 1946. Greutz reste à Bangui pour travailler, tandis qu'Andrée Blouin et Rita résident dans la famille Greutz dans la ville de Guebwiller en Alsace .  
Andrée Blouin revient à Bangui en 1948, et apprend que son mari Charles a une liaison. Peu de temps après, elle rencontre l'ingénieur français André Blouin, en mission au Bureau français des mines . Ils tombent amoureux et se marient en 1952, après que le divorce d'Andrée Blouin a été finalisé. Le couple a ensuite deux enfants, un fils prénommé Patrick et une fille prénommée Sylviane. 

### Fin de vie
Elle décède le 9 avril 1986 à Paris, malade d'un lymphome. 

## Activisme
Andrée Blouin considère la mort prématurée de son jeune fils comme sa principale motivation pour devenir militante politique plus tard dans sa vie. La mort de son fils, due au paludisme, aurait pu être évitée avec les bons médicaments; cependant, en raison de son ascendance africaine, il s'est vu refuser le traitement médical approprié. Blouin lance une campagne contre la loi Quinine qui interdit aux personnes d'ascendance africaine en Afrique équatoriale française de recevoir des médicaments appropriés pour traiter le paludisme. 
Dans les années 1950, elle quitte son nouveau mari et sa fille pour se rendre en Guinée pour soutenir le mouvement indépendantiste du pays. Blouin rejoint Sékou Touré, le chef du Parti démocrate guinéen, dans la lutte pour l'indépendance de la France. Après avoir été expulsée de Guinée par le président français Charles de Gaulle pour son activisme politique, elle retourne en Afrique centrale pour soutenir la lutte pour l'indépendance à l'égard de la France. Elle organise et mobilise des femmes au sein du Parti solidaire africain, une organisation du Congo belge dont le but est de libérer l'Afrique de la domination coloniale. Plus tard, elle devient cheffe du protocole dans le gouvernement de Patrice Lumumba, formé au lendemain de l'indépendance congolaise de la Belgique. Blouin est expulsée du Congo en 1960 juste avant que Lumumba ne soit exécuté par des rivaux politiques. En 1973, son mari divorce et elle décide alors de s'installer à Paris. En Europe, elle poursuit son travail de défenseure de l'égalité des sexes et de l'égalité sociale, ainsi que son travail en faveur de la justice économique pour divers pays africains. 
Au cours de sa vie, son militantisme a suscité des inquiétudes dans le monde occidental : l' administration Eisenhower et les autorités belges s’inquiètent de ses supposés liens communistes et le New York Times la qualifie de «militante d'un nationalisme africain extrême». Cependant, elle se décrit comme une socialiste engagée dans le nationalisme africain. Alors que son engagement politique suscitait l’inquiétude des autorités françaises, Andrée Blouin fit l’objet de plusieurs tentatives d’assassinat et fut expulsée de plusieurs territoires.

## Travaux littéraires
L'autobiographie de Blouin, My Country, Africa: Autobiography of a Black Pasionaria, a été publiée en anglais en 1983,. 

## Publications
- Blouin, Andrée. My country, Africa : autobiography of a black pasionaria. In collab. with Jean MacKellar. New York : Praeger, 1983, V-294 p. : ill. ; 25 cm.

## Citation
Dans son autobiographie elle écrit : « Ce ne sont pas les étrangers qui ont le plus endommagé l'Afrique, mais la volonté mutilée du peuple et l'égoïsme de certains de nos propres dirigeants ».